# Červenica pri Sabinove
Červenica pri Sabinove é um município da Eslováquia, situado no distrito de Sabinov, na região de Prešov. Tem 6,3 km² de área e sua população em 2018 foi estimada em 927 habitantes.

## Demografia
| Ano:        | 1994 | 2004    | 2014   | 2024    |
| ----------- | ---- | ------- | ------ | ------- |
| Broj ljudi: | 711  | 788     | 846    | 969     |
| Razlika:    |      | +10,82% | +7,36% | +14,53% |

| Ano:               | 2023 | 2024   |
| ------------------ | ---- | ------ |
| Número de pessoas: | 965  | 969    |
| Diferença:         |      | +0,41% |